# ドン・リー
ドン・リー（李逸朗、Don Li Yat-long、1982年1月25日-）は、香港の歌手、俳優、司会者、モデル。

## 経歴・人物
本名は李家俊。籍貫は広東高要。身長175cm、体重66kg、みずがめ座。観塘官立中学卒業。エンペラー・エンターテインメント・グループ／ミュージック・アイコン所属。
2003年に広東語アルバム『The Single』で歌手デビュー。同年に俳優としても活動を始める。
2005年、マンディ・チアンとのデュオ「Don & Mandy」を結成、2007年に解散。現在はソロで活動している。

## 音楽作品

### アルバム
- 『The Single』（2003年）
- 『八星報囍賀賀囍』（EEGアーティスト）（2005年）
- 『雙對論』（マンディ・チアンとの合唱アルバム）（2005年）
- 『夢幻組合』（EEGアーティスト）（2006年）
- 『Rainy Lover』（マンディ・チアンとの合唱アルバム）（2006年）
- 『冬之恋人』（マンディ・チアンとの合唱アルバム）（2006年）
- 『李威樂』（2007年）

## 出演作品

### テレビドラマ (TVB)
- 『當四葉草碰上劍尖時』（2003年） - 歐陽樂 役
- 『一屋兩家三姓人』（2004年）
- 『十兄弟』（2007年） - 奀皮四 役
- 『奇幻潮』 - 情比金堅（ゲスト）

### テレビドラマ (RTHK)
- 『非常平等任務』（ゲスト）
- 『女人多自在III』（ゲスト）

### ウェブドラマ
- 『是像愛人2之扮公少女』（now.com）
- 『心跳季節之冬篇雪割花』（now.com）

### ラジオドラマ
- 聯Fan所幾分鐘愛的劇場 - 『愛讓右手作主』（2005年、メトロラジオ）
- 恐怖熱線ラジオドラマ - 『末世驚魂錄』（2007年、メトロラジオ） - 白日 役

### 映画
- 『失驚無神』（監督：邱禮濤）（2004年5月上映）
- 『恋する花火』（監督：鍾少雄）（2005年8月上映）
- 『プロジェクトBB』（監督：ベニー・チャン）（2006年9月29日上映） - 三妹夫 役
- 『校墓處』（監督：錢文錡）（2007年3月15日上映）
- 『性工作者十日談』（監督：邱禮濤）（2007年5月17日上映）

### 参加のMV
- 達明一派：達明一派對
- 泳兒：喜歡一個人好累、寂寞的街、離開以後

### 広告
- 2003年：コカ・コーラ – バニラコーク（テレビ広告）
- 2004年：サムソン・エニーコール携帯電話 – SGH-X108（一般広告）
- 2005年：Zaapスニーカー（香港）（一般広告）
- 2005年：Password（香港）（一般広告）
- 2005年：フランス・ブライダル（香港）（一般広告）
- 2005年：ニュー・ワールド・モビリティ～星Mobile（香港）
- 2006年：バドワイザー 2006ワールド・カップ（香港）
- 2006年：Password（香港）
- 2006年：Zaapスニーカー（香港）
- 2006年：フランス・ブライダル（香港）

### 参加の音楽会とコンサート
- Budweise Bar Pacific迎接FIFAワールド・カップ2006コンサート（九龍湾国際展貿中心 - 2006年5月21日）